# Тобольская операция
Тобо́льская опера́ция (Тобольский прорыв, Тобольская кадриль) — последняя наступательная операция Восточного фронта Русской армии адмирала А. В. Колчака против сил РККА.

## Военно-политическая обстановка накануне операции
Ожесточенные бои в междуречье Тобола и Ишима развернулись на фронте протяжённостью свыше 400 км. 20 августа красные форсировали Тобол и за 10 дней продвинулись на 130—180 км.
Летние неудачи Русской армии адмирала Колчака, отступившей за реку Тобол, способствовали реорганизации фронта и объединению Сибирской армии и Западной армии генералом М. К. Дитерихсом, назначенным Главнокомандующим Восточным фронтом.
В результате реорганизации были организованы новые армии и группы войск:
- 1-я армия под командованием генерала Пепеляева 
 (переформирована из бывшей Сибирской армии)
- 2-я армия под командованием генерала Лохвицкого
- 3-я армия под командованием генерала Сахарова
- Волжская группа под командованием генерала Каппеля
- Уфимская группа под командованием генерала Войцеховского
- Уральская группа под командованием генерала Кругловского

(переформированы на основе бывшей Западной армии и резервов фронта)
- Оренбургская армия атамана генерала Дутова
- 2-й Отдельный Степной корпус генерала Ерофеева

Первоначальными задачами генерала Дитерихса на посту Главнокомандующего фронтом были: дать войскам возможность серьёзного отдыха на занимаемых ими позициях между реками Тобол и Ишим, укомплектовать части, снабдить их всем необходимым, упорядочить тылы и подготовить армии к переходу в наступление, намеченному на начало сентября 1919 года.

## Планы сторон
Бои за Курган
Верховный правитель лично запланировал ряд десантных операций. Адмирал Колчак, планируя последнее наступление трёх своих армий и действия Обь-Иркутской флотилии, рассчитывал доплыть до Тюмени.
План Главнокомандующего генерала Дитерихса был выполнен по всем канонам военного искусства, стратегически продуман и тактически просчитан.
Наступление было намечено силами 1-й, 2-й и 3-й армий в пространстве между Ишимом и Тоболом с нанесением главного удара левым флангом, где 3-я армия уже была выдвинута уступом вперед и был сконцентрирован Отдельный Сибирский Казачий корпус конницы, сформированный в августе 1919 года путём мобилизации («сполоха») Сибирского казачьего войска под командованием самого войскового атамана Сибирского Казачьего Войска генерала П. П. Иванова-Ринова.
1-я Сибирская армия генерала Пепеляева наступала вдоль железной дороги Омск—Ишим—Тюмень, сковывая части 3-й Советской армии.
2-я Сибирская армия генерала Лохвицкого наносила удар наиболее мощной и опасной 5-й Советской армии с правого фланга в её тыл.
Фронтальный удар по 5-й Советской армии наносила 3-я армия генерала Сахарова — вдоль линии железной дороги Омск-Петропавловск-Курган.
Степная группа под командованием генерала Лебедева прикрывала левый фланг 3-й армии Сахарова.
На казачий конный корпус Иванова-Ринова возлагались особые надежды. Он наносил самый важный удар с левого фланга в тыл 5-й Советской армии. Подобно знаменитому «Мамонтовскому рейду» по тылам Южного фронта большевиков и Лбищенскому рейду Уральской белой армии против Туркестанского фронта РККА, казаки Иванова-Ринова должны были проникнуть глубоко в тылы 5-й Советской армии, способствуя её глубокому окружению; внести панику в ряды красных, при отступлениях устойчивостью не отличавшихся.
По расчету генерала Дитерихса наступление Русской армии должно было быть неожиданным и внезапным, так как советское командование было в это время уверено в небоеспособности белого Восточного фронта и даже начало переброску своих дивизий на Юг против армий генерала Деникина, ведущих в соответствии с «Московской Директивой» свой Поход на Москву. Наступление Русской армии планировалось при этом одновременным по всему фронту, растянутому на 400 км.
При подготовке наступления на Тоболе пять дивизий были заранее оттянуты к Петропавловску и пополнены, после чего они неожиданно нанесли красным удар из глубины расположения.

## Ход сражения
Бои за Курган

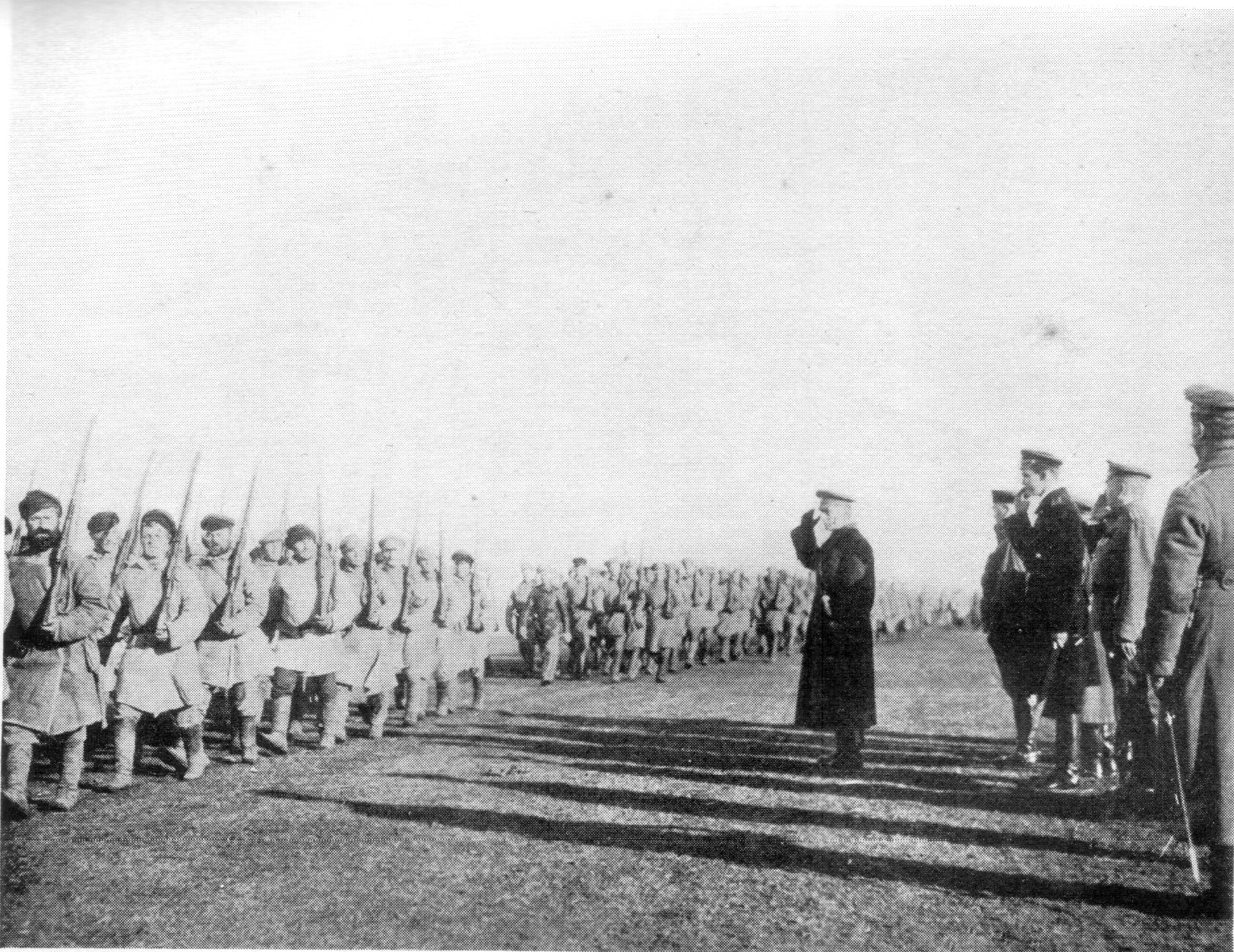
Адмирал Колчак принимает парад войск. Близ Тобольска, 1919.

1 сентября 1919 года армии Восточного фронта белых перешли в своё последнее наступление, ко 2 октября выйдя на линию реки Тобол. Однако в ходе наступления были быстро израсходованы имеющиеся пополнения. Части понесли тяжелые потери, которые не могли быть вовремя восполнены.
Наиболее успешно развивалось наступление 3-й армии и Сибирского Казачьего корпуса. В боях с 1 по 9 сентября, после предшествовавшего им длительного и тяжелого отступления, 3-я армия перешла в наступление, довольно быстро сбила с фронта 5-ю советскую армию и разбила противостоящие ей части 26-й, 27-й, 5-й и 35-й большевистских дивизий, оказав своим ударом на севере помощь 2-й армии. Иностранные наблюдатели констатировали, что «войска дрались блестяще». За успешное наступление генерал Сахаров был награждён орденом Святого Георгия 3-й степени, Иванов-Ринов — орденом Святого Георгия 4-й степени. Отличились в боях и соединения под командованием генерал-майора В. И. Волкова.
По словам очевидцев, дух армий Восточного фронта был на высоте, а наиболее примечательным тактическим эпизодом был бой у Петухово, где Русская армия взяла много пленных и штаб бригады РККА вместе с начальством.
Большевики были разбиты и отброшены за Курган, они поспешно отступали за реку Тобол, оставляя большие военные трофеи.
Генерал Дитерихс понимал, что для закрепления достигнутого успеха необходим завершающий удар казачьей конницы по большевистскому тылу. Эту идею поддерживал генерал Иванов-Ринов.
Адмирал Колчак, остро переживавший предшествовавшие военные неудачи, распорядился направить казакам Иванова-Ринова деньги и военное снаряжение. Однако вместо обещанных Верховному Правителю новоявленным казачьим атаманом 18 тыс. шашек Сибирское казачье войско выставило менее половины.

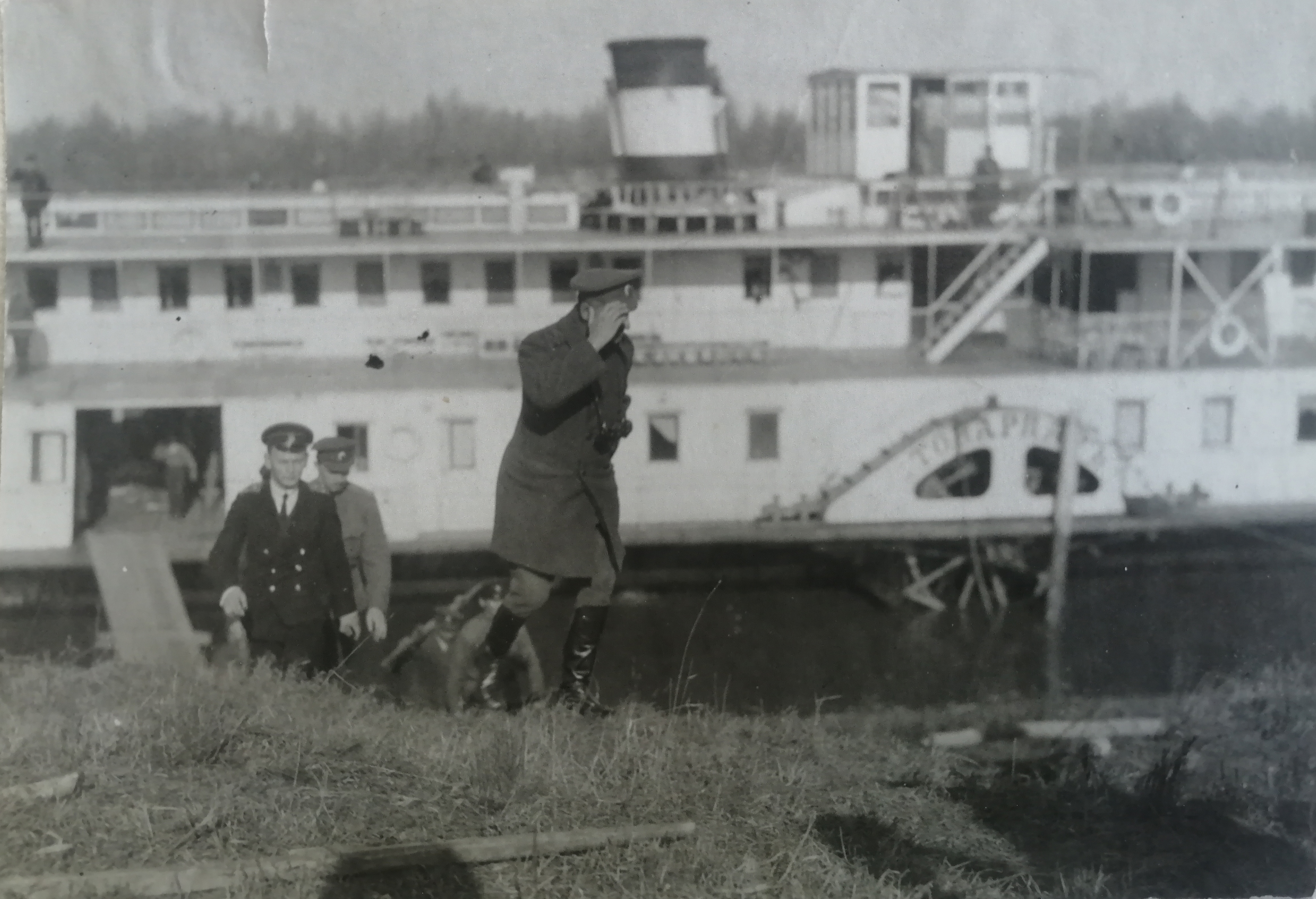
Верховный главнокомандующий адм. А. В. Колчак во время поездки на пароходе «Товарпар» на Тобольский фронт. 12 октября 1919 на реке Тобол или на Иртыше близ Тобольска. Позади адмирала его адъютант Д.С. Трубчанинов

Части под командованием Дитерихса вышли к Тоболу, но, не получив подкреплений, остановились. Вскоре выяснилось, что 2-я армия не может развить наступление, а 1-я армия в состоянии лишь удерживать против себя полки 3-й советской армии.
Что касается действий конной группы Иванова-Ринова — Сибирского Казачьего корпуса, то, получив задачу порвать фронт большевиков выходом по их тылам к г. Кургану на реку Тобол, казачья конница первоначально имела крупный успех, разгромив две дивизии 5-й Советской армии и захватив значительное количество пленных, оружия и других трофеев. Этим успехом закончился наступательный порыв кавалерии, не выполнившей задачу стремительного выхода к Кургану и так и не вышедшей в рейд по тылам красных.
Узнав о срыве рейда конницы, Дитерихс был крайне раздражен и распорядился немедленно отрешить генерала Иванова-Ринова от должности.
Наступление Русской армии завершилось на линии реки Тобол, и белые войска начали укрепляться на правом берегу реки. Красные закрепились на левом берегу реки. По оценке советского военного историка Н. Е. Какурина в результате Тобольской операции Российской армии 5-я Советская армия утратила значительную часть завоеванной было территории и отступила за реку Тобол.
Потери наносившей основной удар 3-й армии адмирала Колчака были немалыми — более 18½ тыс. убитых и раненых. Четыре из шести советских дивизий, игравших главную роль в сражении, потеряли около 15 тыс. бойцов.

## Итоги
Предварительная цель операции белыми была достигнута и советские войска отступили на 150—200 км, лишились практически всего завоеванного ими в августе 1919 года пространства между Ишимом и Тоболом, потери красных составили около 20 тыс. человек, но самое главное — была сорвана отправка против ведущих наступление на Москву ВСЮР генерала Деникина двух советских дивизий.
20 сентября генерал Дитерихс издал директиву о долгосрочных планах подготовки стратегических резервов. Убыль в действующей армии должна была пополняться за счет мобилизаций в Омском и Иркутском военных округах. Также предписывалось ускорить формирование дружин Братства Святого Креста в Омском и Иркутском округах.
Успех армиями Восточного фронта был достигнут, однако не в том масштабе, как планировал генерал Дитерихс. 5-я армия потерпела поражение, однако разгромлена не была, как это предполагалось при успехе рейда сибирских казаков.
Смелый замысел адмирала Колчака не допустить отхода красных, окружить и уничтожить их путём быстрой перевозки частей по рекам и высадки десантов во взаимодействии с конницей фронтально наступающих армий был сорван. В случае успеха белые окружили бы 29-ю, 30-ю и 51-ю стрелковые дивизии красных. Несмотря на срыв плана Верховного главнокомандующего, белые были довольно близко к разгрому 3-й Красной армии. Именно поэтому советские военные историки Тобольско-Петропавловскую операцию рассматривали исключительно фрагментами, подробно описывая бои лишь только 5-й армии.